# Elaphria langia
Elaphria langia là một loài bướm đêm trong họ Noctuidae.